# Анхур
Анхур (дав.-гр. Ἄγχουρος) — персонаж давньогрецької міфології, син фригійського царя Мідаса.
Після того як в районі фригійського міста Келані утворилася тріщина, в яку Мідас мав, відповідно до пророцтва оракула, кинути найдорожче, що у нього було. Мідас кинув туди багато золота, срібла, інших коштовностей, але нічого не відбулося. Тоді Анхур, зрозумівши, що ні золото, ні срібло не змусять землю зімкнуться, а життя — найдорожче з усіх речей, сам кинувся туди верхи на коні, після чого тріщина одразу закрилася.